# Vitória das Missões
Vitória das Missões là một đô thị thuộc bang Rio Grande do Sul, Brasil. Đô thị này có diện tích 259,609 km², dân số năm 2007 là 3652 người, mật độ 14,07 người/km².